# Onthophagus pseudoworoae
Onthophagus pseudoworoae là một loài bọ cánh cứng trong họ Bọ hung (Scarabaeidae).